# Moyen-Orient (revue)
Pour la région concernée, voir Moyen-Orient.
Moyen-Orient est une revue trimestrielle dédiée à la géopolitique, l'économie et la géostratégie du Moyen-Orient, créée en 2009 et éditée par le groupe Areion.

## Concept
« L'Orient est l'Orient, l'Occident est l'Occident et les deux ne se rencontreront jamais » : pour démentir l'idée de l'écrivain Rudyard Kipling, une équipe de géographes et de chercheurs français membres du Centre d'analyse et de prévision des risques internationaux (CAPRI), ont lancé en juillet 2009 une nouvelle revue trimestrielle intitulée tout simplement Moyen-Orient. La revue succède au magazine « Enjeux Méditerranée » créé en 2006. La publication Moyen-Orient couvre une vaste zone allant « de la Mauritanie au Pakistan », au travers de diverses rubriques (histoire, société, géopolitique, géoéconomie, etc.). 
Guillaume Fourmont est le rédacteur en chef délégué de cette revue fondée par le géographe Alexis Bautzmann, qui en est le rédacteur en chef.
D'après Le Monde, la revue Moyen-Orient est « un bel objet de vulgarisation universitaire qui combine des textes de facture académique, rédigés par les meilleurs spécialistes de la question ». Selon Arte, cette revue diffuse « des idées et des recherches menées en France et à l’étranger, par des universitaires, chercheurs, analystes, responsables politiques ou militaires ». La revue est partenaire d'une émission consacrée à l'Orient sur Radio France internationale (RFI).